# Anacroneuria isleta
Anacroneuria isleta is een steenvlieg uit de familie borstelsteenvliegen (Perlidae). De wetenschappelijke naam van de soort is voor het eerst geldig gepubliceerd in 1994 door Stark.